# مصطفی رونقی

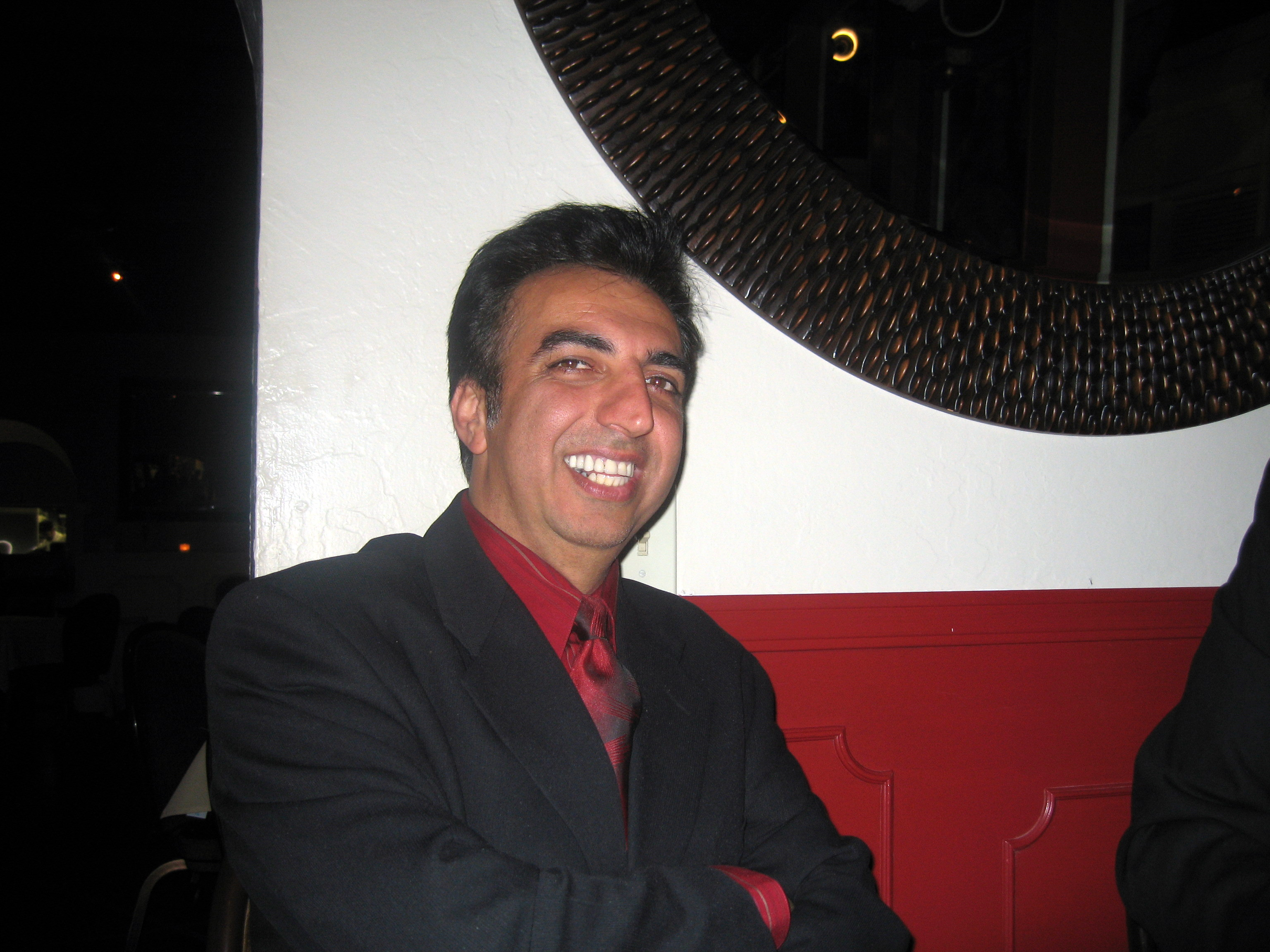

مصطفی رونقی (به انگلیسی: Mostafa Ronaghi) ‏ (زاده ۱۹۶۸) زیست‌شناس ملکولی ایرانی است که در توالی‌یابی دی‌ان‌ای تخصص دارد. او دکتری خود را از موسسه فناوری پادشاهی سوئد در سال ۱۹۹۸ به دست آورد.
رونقی همراه با پال نایرن مخترع روش پایروسیکوئنسینگ برای توالی‌یابی دی‌ان‌ای است. او بیش از ۵۰ مقاله علمی منتشر کرده و ۲۰ اختراع ثبت شده دارد. رونقی معاون ارشد شرکت ایلومینا است.